# Heinz Haber
Heinz Haber (15 de mayo de 1913 – 13 de febrero de 1990) fue un físico y escritor científico alemán, que se hizo popular por sus programas de televisión y libros sobre física y temas medioambientales. La lucidez de su estilo a la hora de explicar complejos temas técnicos ha sido imitada posteriormente por otros populares presentadores de ciencia en Alemania. 

## Biografía
Después de estudiar física en Leipzig, Heidelberg y Berlín, y tras obtener su doctorado, Haber sirvió durante la Segunda Guerra Mundial en la Luftwaffe como aviador de reconocimiento hasta 1942. Regresó al Instituto de Física Káiser-Wilhelm, donde dirigió un pequeño equipo basado en Potsdam dedicado a construir un espectrógrafo de difracción.
Una vez finalizada la guerra, Haber (al igual que muchos otros alemanes implicados en la investigación militar, como Wernher von Braun) fue captado por la Operación Paperclip, diseñada con el objetivo de evitar que los conocimientos y la experiencia de los científicos alemanes pudiesen pasar a manos de la Unión Soviética, trasladándolos a los Estados Unidos. Finalmente, esta operación supuso una contribución considerable al desarrollo de la NASA. Haber al principio había quedado en la zona de Alemania ocupada por Estados Unidos, y fue profesor en Heidelberg. Aun así, en 1946 emigró a los Estados Unidos, y se incorporó a la Escuela de Medicina de Aviación de la USAF en la Base de la Fuerza Aérea Randolph. Junto con su amigo alemán Hubertus Strughold y con su hermano, el doctor Fritz Haber (3 de abril de 1912-21 de agosto de 1998), realizó investigaciones pioneras en medicina espacial a finales de la década de 1940. Los hermanos Haber propusieron la realización de vuelos parabólicos para simular condiciones de ingravidez.
En 1952 consiguió un puesto de físico asociado en la Universidad de California, Los Ángeles; y durante la década de 1950 se convirtió en el asesor científico jefe de las producciones de la productora Walt Disney. Posteriormente presentaría con von Braun la popular producción de Disney Man in Space. Cuando la administración Eisenhower solicitó a Disney la producción de una serie dedicada al uso civil de la energía atómica, Haber fue el designado para presentarla. La producción se tituló Our Friend the Atom ("Nuestro amigo el átomo"), y dio origen a una serie de libros infantiles con el mismo título, escritos por el propio Haber. General Dynamics, un fabricante de reactores nucleares, patrocinó Our Friend the Atom y una atracción en  el Tomorrowland de Disneylandia que simulaba el recorrido por el interior de un submarino nuclear).
En los años 1960 y 1970, fue muy popular en Alemania como divulgador de ciencia popular y escribió numerosas columnas en revistas y libros. También presentó sus propios programas en la televisión alemana, como Professor Haber experimentiert, Das Mathematische Kabinett, Unser blauer Planet, Stirbt unser blauer Planet?, Professor Haber berichtet, y WAS IST WAS mit Professor Haber. Fue uno de los fundadores y editor de la revista de ciencia alemana Bild der Wissenschaft entre 1964 y 1990. Algunos de sus experimentos explicativos se hicieron muy famosos, como el inicio de una reacción nuclear en cadena simulada mediante centenares de cepos para ratones cargados con pelotas de ping pong.
Ganó una merecida reputación por su capacidad para presentar hechos científicos complejos de una manera comprensible y entretenida, recibiendo numerosos reconocimientos por su trabajo, como el Adolf-Grimme-Preis y el Goldene Kamera.
Tuvo dos hijos de su primer matrimonio, Kai (nacido en 1943) y Cathleen (nacida en 1945), y un tercer niño, Marc (nacido en 1969), del segundo. Su primera mujer Anneliese residía en Tucson, Arizona, y su segunda mujer, Irmgard, en Hamburgo, Alemania.

## Lecturas relacionadas
- Linda Hunt (1991), Secret Agenda: The United States Government, Nazi Scientists, and Project Paperclip, New York: St. Martin's.
- Eric Schlosser (2001), Fast Food Nation: The Dark Side of the All-American Meal, Boston: Houghton Mifflin Harcourt.
- Manfred Gross (2013), "Sterne, Menschen und Atome - Zum 100. Geburtstag von Heinz Haber" (German), Mannheim. Available at Karl-Friedrich-Gymnasium Mannheim, Stadtarchiv Mannheim - Institut für Stadtgeschichte, Planetarium Mannheim, Freundeskreis Planetarium Mannheim e.V.